# PC speaker
Il PC speaker o altoparlantino del PC è un dispositivo di tipo buzzer che permette ai PC IBM compatibile, non dotati di periferiche audio avanzate (schede sonore come AdLib e Sound Blaster), di riprodurre suoni.

## Storia
Venne introdotto negli anni ottanta del XX secolo. Anche dopo l'introduzione sul mercato delle schede audio, il PC speaker è stato supportato dai produttori di software fino alla metà degli anni novanta, per la sua ampia diffusione e per la sua compatibilità (dato che inizialmente non esisteva uno standard per le schede sonore).
Il PC Speaker viene oggi generalmente usato per avvertire l'utente di un malfunzionamento hardware, come la scheda video o la memoria RAM.